# Paavo Tariu Mustonen
Paavo Tariu Mustonen (ur. 13 stycznia 1986 na Wyspach Cooka) – piłkarz z Wysp Cooka grający w tamtejszym Nikao Rarotonga na pozycji obrońcy
Karierę rozpoczął w 2006 roku w Nikao Rarotonga. Zdobył z tym klubem 4 mistrzostwa kraju i 1 puchar kraju. Jest wychowankiem tego klubu. Gra w nim do dziś dzień.
W reprezentacji Wysp Cooka zadebiutował w 2007 roku. Dotychczas rozegrał w niej 7 meczów, jednak żadnym z nich nie udało mu się zdobyć bramki.